# Constantin Constantiniu
Constantin Constantiniu, romunski general, * 1894, † 1971.